# 再審
再審（さいしん）とは、裁判で確定した判決（確定判決）について、一定の要件を満たす重大な理由がある場合に、再審理を行なうこと。
日本において、民事訴訟の場合には判決に不服がある側が再審の訴えや不服申立ができるが（民訴法338・342-2・349条項）、刑事訴訟の場合には有罪判決を受けた者の利益のためにしか行うことができない。また、日本の裁判所においては再審請求が認められる事件は年平均わずか2 - 3件程度と極めて稀であり、日本の再審制度は俗に「開かずの扉」と言われている。

## 日本法上で再審の請求ができる理由
再審の請求ができる理由は、刑事訴訟法および民事訴訟法にそれぞれ定められている。

### 刑事訴訟の場合
刑事訴訟法第435条に定められている。有罪判決を受けた者の利益になる場合だけである。具体的には以下の通り。
- 証拠となった証言・証拠書類などが、虚偽であったり偽造・変造されたものであったことが証明されたとき。
- 有罪判決を受けた者を誣告した罪が確定判決により証明されたとき。
- 判決の証拠となった裁判が、確定裁判によって変更されたとき。
- 特許権、実用新案権、意匠権、商標権侵害で有罪となった場合、その権利が無効となったとき。
- 有罪判決を受けた者の利益となる、明らかな証拠をあらたに発見したとき。
- 証拠書類の作成に関与した司法官憲が、その事件について職務上の罪を犯したことが確定判決によって証明されたとき。

通常の刑事裁判では被告人が死亡すれば刑事訴訟法第339条により公訴棄却となるが、再審の場合は誤判で罪を着せられた人の名誉回復を図る意味から例外として、刑事訴訟法第451条第2項で死者や回復の見込みがない心神喪失者については公訴棄却の例外規定として死者や心神喪失者の裁判が認められている。刑事訴訟法では死後再審に関する具体的な公判の進め方の規定がなく、実際の審理に入った場合に本来被告人が行うべき「検察側証人への反対尋問」や「被告人質問に対する答え」などをどうするのかという問題があるが、「その都度、被告（弁護人）、検察、裁判所の三者で話し合って審理を進める」「再審においては裁判所に強い裁量権が与えられている」「刑事訴訟法第451条第3項の規定から弁護人が出頭すれば開廷でき、罪状認否等は弁護人が意見を述べる形ででき、被告人がいなくても審理上の不都合はない」とされている。
刑事訴訟法第448条では再審開始をした場合は刑の執行を停止することができると規定されている。また死刑判決に対する再審開始時には刑の執行停止も同時に下される（ただし、原審破棄判決がされないまま再審が終われば、刑の執行停止は解除される。また、2014年3月、静岡地裁は袴田事件の再審開始決定の際に、死刑のみならず、裁量により死刑囚の拘置の停止をすることもできるとの判断を示した）。
刑事訴訟法第442条では、再審請求が刑の執行を停止する効果を有しないことが明示されているが、死刑判決に対する再審請求中は、刑執行を避ける傾向がある。実際に、1999年12月17日の執行から2017年7月13日の執行まで、再審請求中の死刑執行がなされなかった時期がある（後述）。また、再審請求の際に延命の意図を明確に述べる弁護士もいる。そのため死刑囚の中には、再審請求に必要な3つの書類を1通だけしか出さず、裁判所から書類不足の通知が来ても無視し続け、このまま出さないと請求を取り消す旨の通知が来て初めて2通目の書類を出し、これを繰り返すことによって1年以上の時間稼ぎをしたり、裁判官の忌避を申し立ててそれが却下されると国会に弾劾訴追の申立てをしたりするなどし、その間に次の再審請求も準備し、請求が却下されても途切れないようにしている者もいる。さらにこのような手口は、死刑囚同士の寄稿誌として1冊1000円で売買され、死刑囚間で共有されているという。
法務省によれば、2019年8月2日時点で確定死刑囚111名中、82名が再審請求中であるとされる。
また法律上は付審判制度（準起訴手続）および検察審査会強制起訴制度による刑事裁判の有罪確定判決も再審の対象からは排除されていない。
刑事訴訟法の再審規定の条文は19条あり70年以上改正されていない。刑事訴訟法の再審規定には検察や警察の保管する証拠について証拠開示の定めがなく、裁判所の勧告があっても検察側が応じる義務はなく、また、開示すべきものがあった場合にないと答えても何らペナルティはない状態である。下級裁判所が再審を認めても検察側が抗告すれば、それが棄却されなければ再審の裁判は開かれず、この抗告の制度はもともと無用ではないかとの批判も強い。
NHKによる元検察幹部への取材によれば、裁判員裁判制度導入後の2010年頃、検察内で専門チームを組んで証拠開示への対応を検討、裁判所の判断に必要な範囲で応じるべきとの方針を決めたという。この結果、何十年も進展のなかった袴田事件では検察が2010年に重要な証拠を任意で提出、再審の道が開かれた一方で、同じ時期に手続きがなされた福井女子中学生殺人事件では必要な証拠が開示されず、無罪を証明できる証拠を弁護側で発見するまで、検察側はこの証拠を知りながら長年頬被りしていた節もあり、検察官の裁量次第である問題を露呈した。2024年3月、制度改革を目指す超党派の議員連盟が発足、また、国は新たに法制審議会を立上げ、2025年4月から開催されて見直しの議論を始めている。

### 民事訴訟の場合
民事訴訟法第338条に定められている。概要は以下の通り。
- 裁判所・裁判官の構成に法律違反があったとき。
- 判決に関与した裁判官が、当該事件について職務上の罪を犯したとき。
- 証拠となった証言・証拠書類などが、虚偽であったり偽造・変造されたものであったとき。
- 判決の基礎となった民事もしくは刑事の判決又は後の前審により行政処分が変更されたとき。
- 脅迫・暴行などの犯罪行為によって、自白が強制されたり、証拠などの提出の妨害を受けたとき。
- 重要な事項について判断の遺脱（誤り）があったとき。
- 前に確定した判決に抵触するとき。

### 少年保護手続の場合
少年保護手続には刑事・民事手続で定められているような「再審」の規定は存在しない。これは、少年審判は少年の健全育成を目的とする保護手続きであり、その処分も少年の利益になるものであって取消す必要性がない、との建前による。しかし、無実の罪で保護処分を受ける不利益性はやはり否定しきれないため、少年法第27条の2第1項の弾力的解釈によって事実誤認に対する救済が図られている。
しかし、この法解釈に基づく救済では、保護処分不取消決定については不服申立てが許されない、とするのが通説であり、すなわち少年審判における「再審」は実質的に一審制であった。その後、1981年の柏の少女殺し事件再抗告審決定によって不取消決定に対する抗告も許可されるようになり、少年審判の「再審」についても実質的に三審制が保障されるようになった。さらに、2000年の少年法改正によって「保護処分の継続中」という処分取消しの要件が撤廃されたが、不処分決定に対する不服申立てや、刑事手続にあるような死後再審の制度は認められていない。

## 日本における有名な再審に関する事件
全て刑事事件に関するものである。
再審が開始された事件（再審開始決定がされた事件を含む）
- 1913年 - 吉田岩窟王事件：発生から50年後、再審による無罪判決。
- 1915年 - 加藤老事件：発生から62年後、再審による無罪判決。
- 1941年 - 金森事件：発生から29年後、再審による無罪判決。
- 1942年 - 横浜事件：逮捕から63年後、再審が開始されるも、免訴判決。その後刑事補償金の支払いが認められた。
- 1946年 - 榎井村事件：発生から47年後、再審による無罪判決。
- 1948年 - 免田事件：発生から34年後、再審による無罪判決。
- 1949年 - 弘前大学教授夫人殺人事件：服役終了後に真犯人が自白し、発生から28年後、再審による無罪判決。
- 1950年 - 財田川事件：発生から34年後、再審による無罪判決。
- 1950年 - 梅田事件：発生から36年後、再審による無罪判決。
- 1952年 - 米谷事件：発生から25年後、再審による無罪判決。
- 1953年 - 徳島ラジオ商殺し事件：発生から32年後、再審による無罪判決（日本初の死後再審無罪）。
- 1954年 - 島田事件：発生から35年後、再審による無罪判決。
- 1955年 - 松山事件：発生から29年後、再審による無罪判決。
- 1966年 - 袴田事件：発生から58年後、再審による無罪判決。
- 1967年 - 布川事件：発生から42年後、再審による無罪判決。
- 1979年 - 貝塚ビニールハウス殺人事件：発生から10年後、1名が再審による無罪判決。
- 1981年 - 暴力団組長覚醒剤密輸偽証冤罪事件：発生から20年後、再審による無罪判決。
- 1984年 - 日野町事件：発生から34年後、再審を命じる判決。
- 1986年 - 福井女子中学生殺人事件：発生から38年後、再審を命じる判決。
- 1990年 - 足利事件：発生から20年後、再審による無罪判決。
- 1995年 - 東住吉事件：発生から21年後、再審による無罪判決。
- 1997年 - 東電OL殺人事件：発生から15年後、再審による無罪判決。
- 2003年 - 湖東記念病院事件：発生から17年後、再審による無罪判決。
- 2004年 - ハンナン事件証拠隠滅事案:発生から7年後及び8年後に再審を命じる判決。1人に再審による無罪判決、もう1人に再審による減刑判決。

再審開始決定をするも検察の異議申し立てで再審開始が取り消された事件
- 1948年 - 免田事件：1956年にも再審開始決定がなされたがこの時は検察の抗告で取り消された。
- 1961年 - 名張毒ぶどう酒事件：発生から44年目の2005年に高裁が再審開始決定するも、2006年12月に高裁の別の部が再審開始を取り消した。申立人が最高裁判所に特別抗告し2010年4月最高裁は高裁に審理を差し戻したが、2012年5月に高裁は再び再審開始を取り消した。最高裁の特別抗告も棄却される。
- 1966年 - 袴田事件：2014年に地裁で再審開始決定が出された後、2018年に高裁が取り消した（その後最高裁が差し戻し、審理の結果再び再審が決定）。
- 1967年 - 日産サニー事件：発生から25年目の1992年に地裁が再審開始決定をするも、1995年に高裁が再審開始を取り消し、1999年に最高裁も再審開始取り消しを認めた。
- 1979年 - 大崎事件：発生から23年目の2002年に地裁で再審開始決定がなされたが、この時は検察の抗告で2004年に高裁が再審開始を取り消し、2006年に最高裁も再審開始取り消しを認めた。発生から38年後に2017年に地裁で再審開始を命じる判決が出て2018年に控訴審でも維持されたが、2019年に最高裁が再審開始を取り消した。
- 1986年 - 福井女子中学生殺人事件：2011年にも高裁で再審を開始する決定が行われたが、検察の異議申し立ての結果取り消され、最高裁もこれを支持した。

その他
- 1952年 - 白鳥事件：発生から25年後の1975年に最高裁が主犯格とされた村上国治の再審請求が棄却されたものの、判決の傍論で『疑わしきは被告人の利益に』という刑事裁判の鉄則が再審制度においても適用されるとする白鳥決定を最高裁が判示した。

## 日本で再審請求中に死刑を執行された死刑囚の例

### 1958年の事例
日本においては、1958年（昭和33年）4月12日に福岡刑務所で死刑を執行された門司幼児3人殺害事件の死刑囚Kについて、福岡高等裁判所第4刑事部（柳田躬則裁判長）が同月22日付で「請求人が死刑を執行されたため、（再審の）請求権は消滅した」として、再審請求を棄却する決定を出した事例がある（以下、原文を記載する）。

### 平成以降の事例
その後は、再審請求中の死刑囚に対する死刑執行を回避する傾向が強かったが、2017年（平成29年）に行われた2度の死刑執行では、いずれも複数回目の再審請求中だった死刑囚計3人（うち1人は少年死刑囚）が死刑を執行された。
その後、2017年12月以来の死刑執行となった麻原彰晃らオウム真理教事件の死刑囚7人に対する死刑執行（2018年7月6日）においては、死刑執行時点で土谷正実を除く6人全員が再審請求をしており、うち2人（井上嘉浩・中川智正）は第1次再審請求中だった。それに続いて2018年7月26日にも同事件の死刑囚残り6人に対して死刑執行がなされたが、広瀬健一・豊田亨・横山真人・林泰男の4人は第1次再審請求中だった一方、残る端本悟・岡﨑一明の2人は再審請求をしていなかった。即ち同事件の死刑囚13人は「第1次再審請求中が6人、再審請求なしが3人、麻原含め残る4人が複数回目の再審請求中」に死刑を執行されたことになる。
- 長崎雨宿り殺人事件（1977年発生）の死刑囚 - 1999年（平成11年）12月17日に臼井日出男法務大臣の死刑執行命令により福岡拘置所で死刑執行[21]。当時は第7次再審請求中（7回目）だった[21]。
  - 同日午後、衆議院議員・保坂展人（社会民主党）ら「死刑廃止を推進する議員連盟」所属の国会議員3人は法務省で臼井に抗議した[22]。これに対し、臼井は「『再審請求中は死刑を執行できない』ことになれば、死刑確定者（死刑囚）が再審請求を繰り返すことにより永久に死刑執行ができなくなる」と説明した[22]。
- スナックママ連続殺人事件（1991年発生）の死刑囚 - 金田勝年法務大臣の死刑執行命令により2017年7月13日に大阪拘置所で死刑執行[23][24][25]。当時第10次再審請求中（10回目）だった[26][27]。
- 市川一家4人殺害事件（1992年発生）・群馬県安中市親子3人殺害事件（1994年発生）の両死刑囚 - いずれも2017年12月15日付で上川陽子法務大臣が発した死刑執行命令を受け[28]、2017年12月19日に東京拘置所で死刑執行[29]。死刑執行当時、事件当時19歳の少年死刑囚だった前者は第3次再審請求中、後者は第4次再審請求中だった[29]。
- オウム真理教事件の麻原彰晃（本名・松本智津夫）ら死刑囚10人（いずれも2018年7月）[30]
  - 一連の事件で死刑が確定した麻原以下死刑囚13人のうち麻原含む10人が再審請求中で、うち6人（以下の井上・中川・広瀬・豊田・横山・林）が1回目の再審請求中（第1次再審請求中）だった[30]。
    - 同年同月6日に死刑が執行されたのは東京拘置所に収監されていた麻原のほか、いずれも元幹部の遠藤誠一・土谷正実（両名とも麻原と同じく東京拘置所）・井上嘉浩・新実智光（両名とも大阪拘置所）・中川智正（広島拘置所）・早川紀代秀（福岡拘置所）の死刑囚計7名[31]（死刑執行命令書押印は2018年7月3日付）[32]。このうち土谷以外の6人全員が再審請求中で[30][33]、井上・中川両名は初の再審請求中（第1次再審請求中）だった[34]。
    - 同年同月26日に死刑が執行されたのは広瀬健一・豊田亨（両名とも東京拘置所）・横山真人（名古屋拘置所）・林泰男（宮城刑務所仙台拘置支所）・端本悟（東京拘置所）・岡﨑一明（名古屋拘置所）の死刑囚計6名（死刑執行命令書押印は2018年7月24日付）[35]。このうち地下鉄サリン事件の実行犯である前者の4人が再審請求中（いずれも第1次再審請求中）だった[30]。
- コスモ・リサーチ事件（1988年発生）の死刑囚2人中1人 - 大阪地裁・大阪高裁で死刑判決を受け2004年9月に最高裁で死刑が確定したが、2017年1月に殺人の計画性を否定して再審請求を起こしていた[36]。請求中の2018年12月25日に山下貴司法務大臣が死刑執行命令書に署名し[37]、同年12月27日に収監先・大阪拘置所で共犯死刑囚1人とともに死刑執行[36]。死刑執行後、弁護人らが「死刑執行によって弁護活動を妨害された」として、国に対し慰謝料約1,600万円の支払いを求める国家賠償請求訴訟を提起している[38]。
- 大和連続主婦強盗殺人事件の死刑囚 - 再審請求中だった2019年（令和元年）7月31日に山下法務大臣が死刑執行命令書に署名し[39]、同年8月2日に収監先・東京拘置所で死刑執行[40]。
- 福岡一家4人殺害事件の死刑囚 - 2019年（令和元年）12月23日に森雅子法務大臣が死刑執行命令書に署名し[41]、同年12月26日に福岡拘置所で死刑執行[42]。
- 群馬パチンコ店員連続殺人事件の死刑囚2人中の1人 - 第2次再審請求中[43]だった2021年（令和3年）12月17日に古川禎久法務大臣が死刑執行命令書に署名し、同年12月21日に東京拘置所で死刑執行[43]。
- 加藤智大（秋葉原通り魔事件の死刑囚） - 第2次再審請求中[44]だった2022年（令和4年）7月22日に古川禎久法務大臣が死刑執行命令書に署名し、同年7月26日に東京拘置所で死刑執行[45]。

## その他
いずれも重大事件について無罪を主張している事件にのみ適用されているが、量刑不当（主に死刑囚）で再審請求を出すことも可能である。ただし量刑不当で再審が認められたことは今までにない。
裁判に直接的に関係する事項ではないが、他に重要な事として、判例となった場合における再審請求の有無による社会的な取扱いの違いがある。再審請求がなされている場合は、それは裁判記録として残される事になり、また当該裁判記録を参考とした判例紹介やコンメンタール等の書籍等においてもその考察がなされる事になるが、ここでどの様な事由によって再審請求がなされているか及びどの様な理由でそれが却下されているのかは重要な情報である。